# Мертва дівчинка
«Мертва дівчинка» (англ. The Dead Girl) — драма, американського режисера Карена Монкріффа 2006 року.

## Зміст
Тіло Крісти знаходить Арден, самотня жінка, що наглядає за своєю вельми дратівливою матір'ю. Паралельно розгортається історія жінки на ім'я Рут, котра знаходиться у дуже суперечливих стосунках зі своїм чоловіком після того, як виявляє зв'язок між ним і вбивством Крісти. І, нарешті, Мелора – мати, яка шукає відповіді на питання проблемного життя її нестримної доньки Крісти і знаходить допомогу від іншої такої ж проблемної дівчини.

## Акторський склад
- Тоні Коллетт — Арден Тейлор
- Бріттані Мерфі — Кріста Катчер
- Роуз Бірн — Лея Тейлор
- Марсія Ґей Гарден — Мелора Катчер
- Мері Бет Герт[en] —  Рут
- Керрі Вашингтон — Розетта
- Джованні Рібізі — Руді
- Джош Бролін — Тарлоу
- Пайпер Лорі — мати Арден
- Нік Сірсі[en] — Карл
- Мері Стінберген — Беверлі, матері Леї
- Брюс Девісон[en] — батько Леї
- Джеймс Франко — Дерек